# مرحله مقدماتی جام ملت‌های اروپا ۱۹۶۴
مرحله مقدماتی جام ملت‌های اروپا ۱۹۶۴ با شرکت تیم‌های ملی فوتبال عضو یوفا برای انتخاب ۴ تیم برتر جام ملت‌های اروپا ۱۹۶۴ برگزار شده است.

## دور مقدماتی
| تیم ۱         | نتیجه‌نهایی | تیم ۲        | بازی رفت | بازی برگشت |
| ------------- | ---------- | ------------ | -------- | ---------- |
| نروژ          | ۱–۳        | سوئد         | ۰–۲      | ۱–۱        |
| دانمارک       | ۹–۲        | مالت         | ۶–۱      | ۳–۱        |
| جمهوری ایرلند | ۵–۳        | ایسلند       | ۴–۲      | ۱–۱        |
| انگلستان      | ۳–۶        | فرانسه       | ۱–۱      | ۲–۵        |
| لهستان        | ۰–۴        | ایرلند شمالی | ۰–۲      | ۰–۲        |
| اسپانیا       | ۷–۳        | رومانی       | ۶–۰      | ۱–۳        |
| یوگسلاوی      | ۴–۲        | بلژیک        | ۳–۲      | ۱–۰        |
| بلغارستان     | ۴–۴۱       | پرتغال       | ۳–۱      | ۱–۳        |
| مجارستان      | ۴–۲        | ولز          | ۳–۱      | ۱–۱        |
| هلند          | ۴–۲        | سوئیس        | ۳–۱      | ۱–۱        |
| آلمان شرقی    | ۳–۲        | چکسلواکی     | ۲–۱      | ۱–۱        |
| ایتالیا       | ۷–۰        | ترکیه        | ۶–۰      | ۱–۰        |

۱ بلغارستان در بازی تکراری ۱ بر صفر پیروز شد.

## مرحله اول
| تیم ۱              | نتیجه‌نهایی | تیم ۲         | بازی رفت | بازی برگشت |
| ------------------ | ---------- | ------------- | -------- | ---------- |
| اسپانیا            | ۲–۱        | ایرلند شمالی  | ۱–۱      | ۱–۰        |
| یوگسلاوی           | ۲–۳        | سوئد          | ۰–۰      | ۲–۳        |
| دانمارک            | ۴–۱        | آلبانی        | ۴–۰      | ۰–۱        |
| لوکزامبورگ         | ۳–۲        | هلند          | ۱–۱      | ۲–۱        |
| اتریش              | ۲–۳        | جمهوری ایرلند | ۰–۰      | ۲–۳        |
| بلغارستان          | ۲–۳        | فرانسه        | ۱–۰      | ۱–۳        |
| اتحاد جماهیر شوروی | ۳–۱        | ایتالیا       | ۲–۰      | ۱–۱        |
| آلمان شرقی         | ۴–۵        | مجارستان      | ۱–۲      | ۳–۳        |

## یک چهارم نهایی
| تیم ۱      | نتیجه‌نهایی | تیم ۲              | بازی رفت | بازی برگشت |
| ---------- | ---------- | ------------------ | -------- | ---------- |
| لوکزامبورگ | ۵–۵۲       | دانمارک            | ۳–۳      | ۲–۲        |
| اسپانیا    | ۷–۱        | جمهوری ایرلند      | ۵–۱      | ۲–۰        |
| فرانسه     | ۲–۵        | مجارستان           | ۱–۳      | ۱–۲        |
| سوئد       | ۲–۴        | اتحاد جماهیر شوروی | ۱–۱      | ۱–۳        |

۲ دانمارک در بازی تکراری ۱ بر صفر پیروز شد.